# Danh sách di sản văn hóa Tây Ban Nha được quan tâm ở tỉnh Barcelona
Danh sách di sản văn hóa Tây Ban Nha được quan tâm ở Barcelona (tỉnh).

## Di tích chung ở một số thành phố
| Tên                                       | Dạng                  | Địa điểm                                           | Tọa độ                                        | Số hồ sơ tham khảo?           | Ngày nhận danh hiệu? | Hình ảnh                                                           |
| ----------------------------------------- | --------------------- | -------------------------------------------------- | --------------------------------------------- | ----------------------------- | -------------------- | ------------------------------------------------------------------ |
| Puente Diablo (Martorell) (Puente Diablo) | Di tích Cầu           | Castellbisbal và Martorell                         | 41°28′30″B 1°56′16″Đ / 41,474989°B 1,937802°Đ | RI-51-0000310                 | 08-05-1925           | Arco romano que da acceso al puente · Upload image                 |
| Lâu đài Montornés (Montornés Vallés)      | Di tích Lâu đài       | Montornés del Vallés và Vallromanes                | 41°31′39″B 2°16′20″Đ / 41,527584°B 2,272132°Đ | RI-51-0005556 y RI-51-0005755 | 08-11-1988           | Castillo de Montornés · Upload image                               |
| Đường hành hương Santiago Compostela      | Lịch sử và nghệ thuật | Municipios del Camino                              |                                               | RI-53-0000035-00002           | 05-09-1962           | El Camino de Santiago por la provincia de Barcelona · Upload image |
| Sierras Sant Llorenç Munt và Sierra Obac  | Địa điểm lịch sử      | San Lorenzo Savall, Sabadell, Tarrasa và Vacarisas |                                               | RI-54-0000030                 | 09-07-1970           | Sierras de San Llorenç del Munt y el Obac · Upload image           |
| Macizo Montserrat                         | Địa điểm lịch sử      | Varios municipios                                  | 41°35′30″B 1°50′16″Đ / 41,591667°B 1,837778°Đ | RI-54-0000048                 | 24-04-1975           | Zona Montañosa de Montserrat · Upload image                        |

## Di tích theo thành phố

### A

#### Abrera
- Xem: Danh sách di sản văn hóa Tây Ban Nha được quan tâm ở hạt Baix Llobregat (tỉnh Barcelona)

#### Aguilar de Segarra
- Xem: Danh sách di sản văn hóa Tây Ban Nha được quan tâm ở hạt Bages (tỉnh Barcelona)

#### Aiguafreda
- Xem: Danh sách di sản văn hóa Tây Ban Nha được quan tâm ở hạt Vallès Oriental (tỉnh Barcelona)

#### Alella
- Xem: Danh sách di sản văn hóa Tây Ban Nha được quan tâm ở hạt Maresme (tỉnh Barcelona)

#### Arenys de Mar
- Xem: Danh sách di sản văn hóa Tây Ban Nha được quan tâm ở hạt Maresme (tỉnh Barcelona)

#### Arenys de Munt
- Xem: Danh sách di sản văn hóa Tây Ban Nha được quan tâm ở hạt Maresme (tỉnh Barcelona)

#### Argençola(Argençola)
- Xem: Danh sách di sản văn hóa Tây Ban Nha được quan tâm ở hạt Anoia (tỉnh Barcelona)

#### Argentona
- Xem: Danh sách di sản văn hóa Tây Ban Nha được quan tâm ở hạt Maresme (tỉnh Barcelona)

#### Artés
- Xem: Danh sách di sản văn hóa Tây Ban Nha được quan tâm ở hạt Bages (tỉnh Barcelona)

#### Avinyó
- Xem: Danh sách di sản văn hóa Tây Ban Nha được quan tâm ở hạt Bages (tỉnh Barcelona)

#### Aviñonet del Penedés(Avinyonet del Penedès)
- Xem: Danh sách di sản văn hóa Tây Ban Nha được quan tâm ở hạt Alt Penedès (tỉnh Barcelona)

### B

#### Badalona
- Xem: Danh sách di sản văn hóa Tây Ban Nha được quan tâm ở hạt Barcelonès (tỉnh Barcelona)

#### Bagá(Bagà)
- Xem: Danh sách di sản văn hóa Tây Ban Nha được quan tâm ở hạt Berguedà (tỉnh Barcelona)

#### Balenyá(Balenyà)
- Xem: Danh sách di sản văn hóa Tây Ban Nha được quan tâm ở hạt Osona (tỉnh Barcelona)

#### Balsareny
- Xem: Danh sách di sản văn hóa Tây Ban Nha được quan tâm ở hạt Bages (tỉnh Barcelona)

#### Barberá del Vallés(Barberà del Vallès)
- Xem: Danh sách di sản văn hóa Tây Ban Nha được quan tâm ở hạt Vallès Occidental (tỉnh Barcelona)

#### Barcelona
- Xem: Danh sách di sản văn hóa Tây Ban Nha được quan tâm ở hạt Barcelonès (tỉnh Barcelona)

#### Bellprat
- Xem: Danh sách di sản văn hóa Tây Ban Nha được quan tâm ở hạt Anoia (tỉnh Barcelona)

#### Berga
- Xem: Danh sách di sản văn hóa Tây Ban Nha được quan tâm ở hạt Berguedà (tỉnh Barcelona)

#### Bigas(Bigues i Riells)
- Xem: Danh sách di sản văn hóa Tây Ban Nha được quan tâm ở hạt Vallès Oriental (tỉnh Barcelona)

#### Borredá(Borredà)
- Xem: Danh sách di sản văn hóa Tây Ban Nha được quan tâm ở hạt Berguedà (tỉnh Barcelona)

#### El Bruc(El Bruc)
- Xem: Danh sách di sản văn hóa Tây Ban Nha được quan tâm ở hạt Anoia (tỉnh Barcelona)

#### Brull (Barcelona)(El Brull)
- Xem: Danh sách di sản văn hóa Tây Ban Nha được quan tâm ở hạt Osona (tỉnh Barcelona)

### C

#### Cabrera de Igualada(Cabrera d'Anoia)
- Xem: Danh sách di sản văn hóa Tây Ban Nha được quan tâm ở hạt Anoia (tỉnh Barcelona)

#### Cabrera de Mar
- Xem: Danh sách di sản văn hóa Tây Ban Nha được quan tâm ở hạt Maresme (tỉnh Barcelona)

#### Cabrils
- Xem: Danh sách di sản văn hóa Tây Ban Nha được quan tâm ở hạt Maresme (tỉnh Barcelona)

#### Calaf
- Xem: Danh sách di sản văn hóa Tây Ban Nha được quan tâm ở hạt Anoia (tỉnh Barcelona)

#### Caldas de Montbui(Caldes de Montbui)
- Xem: Danh sách di sản văn hóa Tây Ban Nha được quan tâm ở hạt Vallès Oriental (tỉnh Barcelona)

#### Calders
- Xem: Danh sách di sản văn hóa Tây Ban Nha được quan tâm ở hạt Bages (tỉnh Barcelona)

#### Caldes d'Estrac(Caldes d'Estrac)
- Xem: Danh sách di sản văn hóa Tây Ban Nha được quan tâm ở hạt Maresme (tỉnh Barcelona)

#### Calldetenes
- Xem: Danh sách di sản văn hóa Tây Ban Nha được quan tâm ở hạt Osona (tỉnh Barcelona)

#### Callús, Barcelona
- Xem: Danh sách di sản văn hóa Tây Ban Nha được quan tâm ở hạt Bages (tỉnh Barcelona)

#### Calonge de Segarra
- Xem: Danh sách di sản văn hóa Tây Ban Nha được quan tâm ở hạt Anoia (tỉnh Barcelona)

#### Canet de Mar
- Xem: Danh sách di sản văn hóa Tây Ban Nha được quan tâm ở hạt Maresme (tỉnh Barcelona)

#### Cánoves(Cànoves i Samalús)
- Xem: Danh sách di sản văn hóa Tây Ban Nha được quan tâm ở hạt Vallès Oriental (tỉnh Barcelona)

#### Canyellas(Canyelles)
- Xem: Danh sách di sản văn hóa Tây Ban Nha được quan tâm ở hạt Garraf (tỉnh Barcelona)

#### Cardona
- Xem: Danh sách di sản văn hóa Tây Ban Nha được quan tâm ở hạt Bages (tỉnh Barcelona)

#### Caserras(Casserres)
- Xem: Danh sách di sản văn hóa Tây Ban Nha được quan tâm ở hạt Berguedà (tỉnh Barcelona)

#### Casteldefels(Castelldefels)
- Xem: Danh sách di sản văn hóa Tây Ban Nha được quan tâm ở hạt Baix Llobregat (tỉnh Barcelona)

#### Castellar de Nuch(Castellar de n'Hug)
- Xem: Danh sách di sản văn hóa Tây Ban Nha được quan tâm ở hạt Berguedà (tỉnh Barcelona)

#### Castellar del Riu
- Xem: Danh sách di sản văn hóa Tây Ban Nha được quan tâm ở hạt Berguedà (tỉnh Barcelona)

#### Castellar del Vallés(Castellar del Vallès)
- Xem: Danh sách di sản văn hóa Tây Ban Nha được quan tâm ở hạt Vallès Occidental (tỉnh Barcelona)

#### Castellbell i el Vilar(Castellbell i el Vilar)
- Xem: Danh sách di sản văn hóa Tây Ban Nha được quan tâm ở hạt Bages (tỉnh Barcelona)

#### Castellbisbal
- Xem: Danh sách di sản văn hóa Tây Ban Nha được quan tâm ở hạt Vallès Occidental (tỉnh Barcelona)

#### Castellcir
- Xem: Danh sách di sản văn hóa Tây Ban Nha được quan tâm ở hạt Vallès Oriental (tỉnh Barcelona)

#### Castellet i la Gornal(Castellet i la Gornal)
- Xem: Danh sách di sản văn hóa Tây Ban Nha được quan tâm ở hạt Alt Penedès (tỉnh Barcelona)

#### Castellfollit de Riubregós
- Xem: Danh sách di sản văn hóa Tây Ban Nha được quan tâm ở hạt Anoia (tỉnh Barcelona)

#### Castellfollit del Boix(Castellfollit del Boix)
- Xem: Danh sách di sản văn hóa Tây Ban Nha được quan tâm ở hạt Bages (tỉnh Barcelona)

#### Castellgalí
- Xem: Danh sách di sản văn hóa Tây Ban Nha được quan tâm ở hạt Bages (tỉnh Barcelona)

#### Castellnou de Bages
- Xem: Danh sách di sản văn hóa Tây Ban Nha được quan tâm ở hạt Bages (tỉnh Barcelona)

#### Castellolí
- Xem: Danh sách di sản văn hóa Tây Ban Nha được quan tâm ở hạt Anoia (tỉnh Barcelona)

#### Castelltersol(Castellterçol)
- Xem: Danh sách di sản văn hóa Tây Ban Nha được quan tâm ở hạt Vallès Oriental (tỉnh Barcelona)

#### Castellví de la Marca
- Xem: Danh sách di sản văn hóa Tây Ban Nha được quan tâm ở hạt Alt Penedès (tỉnh Barcelona)

#### Castellví de Rosanes
- Xem: Danh sách di sản văn hóa Tây Ban Nha được quan tâm ở hạt Baix Llobregat (tỉnh Barcelona)

#### Centellas(Centelles)
- Xem: Danh sách di sản văn hóa Tây Ban Nha được quan tâm ở hạt Osona (tỉnh Barcelona)

#### Cervelló
- Xem: Danh sách di sản văn hóa Tây Ban Nha được quan tâm ở hạt Baix Llobregat (tỉnh Barcelona)

#### Collbató
- Xem: Danh sách di sản văn hóa Tây Ban Nha được quan tâm ở hạt Baix Llobregat (tỉnh Barcelona)

#### Copóns(Copons)
- Xem: Danh sách di sản văn hóa Tây Ban Nha được quan tâm ở hạt Anoia (tỉnh Barcelona)

#### Corbera de Llobregat
- Xem: Danh sách di sản văn hóa Tây Ban Nha được quan tâm ở hạt Baix Llobregat (tỉnh Barcelona)

#### Cornellá de Llobregat(Cornellà de Llobregat)
- Xem: Danh sách di sản văn hóa Tây Ban Nha được quan tâm ở hạt Baix Llobregat (tỉnh Barcelona)

#### Cubellas(Cubelles)
- Xem: Danh sách di sản văn hóa Tây Ban Nha được quan tâm ở hạt Garraf (tỉnh Barcelona)

### D

#### Dosrius
- Xem: Danh sách di sản văn hóa Tây Ban Nha được quan tâm ở hạt Maresme (tỉnh Barcelona)

### E

#### El Papiol
- Xem: Danh sách di sản văn hóa Tây Ban Nha được quan tâm ở hạt Baix Llobregat (tỉnh Barcelona)

#### Esparraguera(Esparreguera)
- Xem: Danh sách di sản văn hóa Tây Ban Nha được quan tâm ở hạt Baix Llobregat (tỉnh Barcelona)

#### Esplugas de Llobregat(Esplugues de Llobregat)
- Xem: Danh sách di sản văn hóa Tây Ban Nha được quan tâm ở hạt Baix Llobregat (tỉnh Barcelona)

#### Espunyola(l'Espunyola)
- Xem: Danh sách di sản văn hóa Tây Ban Nha được quan tâm ở hạt Berguedà (tỉnh Barcelona)

#### L'Estany(L'Estany)
- Xem: Danh sách di sản văn hóa Tây Ban Nha được quan tâm ở hạt Bages (tỉnh Barcelona)

### F

#### Figaró-Montmany
- Xem: Danh sách di sản văn hóa Tây Ban Nha được quan tâm ở hạt Vallès Oriental (tỉnh Barcelona)

#### Fígols
- Xem: Danh sách di sản văn hóa Tây Ban Nha được quan tâm ở hạt Berguedà (tỉnh Barcelona)

#### Folgarolas(Folgueroles)
- Xem: Danh sách di sản văn hóa Tây Ban Nha được quan tâm ở hạt Osona (tỉnh Barcelona)

#### Fonollosa
- Xem: Danh sách di sản văn hóa Tây Ban Nha được quan tâm ở hạt Bages (tỉnh Barcelona)

#### Font-rubí(Font-rubí)
- Xem: Danh sách di sản văn hóa Tây Ban Nha được quan tâm ở hạt Alt Penedès (tỉnh Barcelona)

### G

#### Gallifa
- Xem: Danh sách di sản văn hóa Tây Ban Nha được quan tâm ở hạt Vallès Occidental (tỉnh Barcelona)

#### Gavá(Gavà)
- Xem: Danh sách di sản văn hóa Tây Ban Nha được quan tâm ở hạt Baix Llobregat (tỉnh Barcelona)

#### Gaià(Gaià)
- Xem: Danh sách di sản văn hóa Tây Ban Nha được quan tâm ở hạt Bages (tỉnh Barcelona)

#### Gelida
- Xem: Danh sách di sản văn hóa Tây Ban Nha được quan tâm ở hạt Alt Penedès (tỉnh Barcelona)

#### Gironella
- Xem: Danh sách di sản văn hóa Tây Ban Nha được quan tâm ở hạt Berguedà (tỉnh Barcelona)

#### Gisclareny
- Xem: Danh sách di sản văn hóa Tây Ban Nha được quan tâm ở hạt Berguedà (tỉnh Barcelona)

#### Granera
- Xem: Danh sách di sản văn hóa Tây Ban Nha được quan tâm ở hạt Vallès Oriental (tỉnh Barcelona)

#### Granollers
- Xem: Danh sách di sản văn hóa Tây Ban Nha được quan tâm ở hạt Vallès Oriental (tỉnh Barcelona)

#### Sant Salvador de Guardiola(Sant Salvador de Guardiola)
- Xem: Danh sách di sản văn hóa Tây Ban Nha được quan tâm ở hạt Bages (tỉnh Barcelona)

#### Guardiola de Berga(Guardiola de Berguedà)
- Xem: Danh sách di sản văn hóa Tây Ban Nha được quan tâm ở hạt Berguedà (tỉnh Barcelona)

#### Gurb
- Xem: Danh sách di sản văn hóa Tây Ban Nha được quan tâm ở hạt Osona (tỉnh Barcelona)

### H

#### Hospitalet de Llobregat(L'Hospitalet de Llobregat)
- Xem: Danh sách di sản văn hóa Tây Ban Nha được quan tâm ở hạt Barcelonès (tỉnh Barcelona)

### I

#### Igualada
- Xem: Danh sách di sản văn hóa Tây Ban Nha được quan tâm ở hạt Anoia (tỉnh Barcelona)

### J

#### Jorba
- Xem: Danh sách di sản văn hóa Tây Ban Nha được quan tâm ở hạt Anoia (tỉnh Barcelona)

### L

#### La Ametlla(L'Ametlla del Vallès)
- Xem: Danh sách di sản văn hóa Tây Ban Nha được quan tâm ở hạt Vallès Oriental (tỉnh Barcelona)

#### La Garriga
- Xem: Danh sách di sản văn hóa Tây Ban Nha được quan tâm ở hạt Vallès Oriental (tỉnh Barcelona)

#### La Granada
- Xem: Danh sách di sản văn hóa Tây Ban Nha được quan tâm ở hạt Alt Penedès (tỉnh Barcelona)

#### La Llacuna
- Xem: Danh sách di sản văn hóa Tây Ban Nha được quan tâm ở hạt Anoia (tỉnh Barcelona)

#### La Pobla de Claramunt
- Xem: Danh sách di sản văn hóa Tây Ban Nha được quan tâm ở hạt Anoia (tỉnh Barcelona)

#### La Pobla de Lillet
- Xem: Danh sách di sản văn hóa Tây Ban Nha được quan tâm ở hạt Berguedà (tỉnh Barcelona)

#### La Quart(La Quar)
- Xem: Danh sách di sản văn hóa Tây Ban Nha được quan tâm ở hạt Berguedà (tỉnh Barcelona)

#### La Roca del Vallés(La Roca del Vallès)
- Xem: Danh sách di sản văn hóa Tây Ban Nha được quan tâm ở hạt Vallès Oriental (tỉnh Barcelona)

#### Las Franquesas del Vallés(Les Franqueses del Vallès)
- Xem: Danh sách di sản văn hóa Tây Ban Nha được quan tâm ở hạt Vallès Oriental (tỉnh Barcelona)

#### Las Masías de Voltregá(Les Masies de Voltregà)
- Xem: Danh sách di sản văn hóa Tây Ban Nha được quan tâm ở hạt Osona (tỉnh Barcelona)

#### Llinás del Vallés(Llinars del Vallès)
- Xem: Danh sách di sản văn hóa Tây Ban Nha được quan tâm ở hạt Vallès Oriental (tỉnh Barcelona)

#### Llissá de Vall(Lliçà de Vall)
- Xem: Danh sách di sản văn hóa Tây Ban Nha được quan tâm ở hạt Vallès Oriental (tỉnh Barcelona)

#### Llusá(Lluçà)
- Xem: Danh sách di sản văn hóa Tây Ban Nha được quan tâm ở hạt Osona (tỉnh Barcelona)

### M

#### Malgrat de Mar
- Xem: Danh sách di sản văn hóa Tây Ban Nha được quan tâm ở hạt Maresme (tỉnh Barcelona)

#### Malla (Barcelona)
- Xem: Danh sách di sản văn hóa Tây Ban Nha được quan tâm ở hạt Osona (tỉnh Barcelona)

#### Manlleu
- Xem: Danh sách di sản văn hóa Tây Ban Nha được quan tâm ở hạt Osona (tỉnh Barcelona)

#### Manresa
- Xem: Danh sách di sản văn hóa Tây Ban Nha được quan tâm ở hạt Bages (tỉnh Barcelona)

#### Martorell
- Xem: Danh sách di sản văn hóa Tây Ban Nha được quan tâm ở hạt Baix Llobregat (tỉnh Barcelona)

#### Masías de Roda(Les Masies de Roda)
- Xem: Danh sách di sản văn hóa Tây Ban Nha được quan tâm ở hạt Osona (tỉnh Barcelona)

#### Masquefa
- Xem: Danh sách di sản văn hóa Tây Ban Nha được quan tâm ở hạt Anoia (tỉnh Barcelona)

#### Matadepera
- Xem: Danh sách di sản văn hóa Tây Ban Nha được quan tâm ở hạt Vallès Occidental (tỉnh Barcelona)

#### Mataró
- Xem: Danh sách di sản văn hóa Tây Ban Nha được quan tâm ở hạt Maresme (tỉnh Barcelona)

#### Mediona
- Xem: Danh sách di sản văn hóa Tây Ban Nha được quan tâm ở hạt Alt Penedès (tỉnh Barcelona)

#### Molins de Rey(Molins de Rei)
- Xem: Danh sách di sản văn hóa Tây Ban Nha được quan tâm ở hạt Baix Llobregat (tỉnh Barcelona)

#### Moncada y Reixach(Montcada i Reixac)
- Xem: Danh sách di sản văn hóa Tây Ban Nha được quan tâm ở hạt Vallès Occidental (tỉnh Barcelona)

#### Monistrol de Montserrat
- Xem: Danh sách di sản văn hóa Tây Ban Nha được quan tâm ở hạt Bages (tỉnh Barcelona)

#### Montanyola(Muntanyola)
- Xem: Danh sách di sản văn hóa Tây Ban Nha được quan tâm ở hạt Osona (tỉnh Barcelona)

#### Montclar (Barcelona)
- Xem: Danh sách di sản văn hóa Tây Ban Nha được quan tâm ở hạt Berguedà (tỉnh Barcelona)

#### Montesquiu
- Xem: Danh sách di sản văn hóa Tây Ban Nha được quan tâm ở hạt Osona (tỉnh Barcelona)

#### Montgat
- Xem: Danh sách di sản văn hóa Tây Ban Nha được quan tâm ở hạt Maresme (tỉnh Barcelona)

#### Montmajor
- Xem: Danh sách di sản văn hóa Tây Ban Nha được quan tâm ở hạt Berguedà (tỉnh Barcelona)

#### Montmaneu
- Xem: Danh sách di sản văn hóa Tây Ban Nha được quan tâm ở hạt Anoia (tỉnh Barcelona)

#### Montornés del Vallés(Montornès del Vallès)
- Xem: Danh sách di sản văn hóa Tây Ban Nha được quan tâm ở hạt Vallès Oriental (tỉnh Barcelona)

#### Montseny (Barcelona)
- Xem: Danh sách di sản văn hóa Tây Ban Nha được quan tâm ở hạt Vallès Oriental (tỉnh Barcelona)

#### Moyá(Moià)
- Xem: Danh sách di sản văn hóa Tây Ban Nha được quan tâm ở hạt Bages (tỉnh Barcelona)

#### Mura, Barcelona
- Xem: Danh sách di sản văn hóa Tây Ban Nha được quan tâm ở hạt Bages (tỉnh Barcelona)

### N

#### Navàs(Navàs)
- Xem: Danh sách di sản văn hóa Tây Ban Nha được quan tâm ở hạt Bages (tỉnh Barcelona)

### O

#### Òdena(Òdena)
- Xem: Danh sách di sản văn hóa Tây Ban Nha được quan tâm ở hạt Anoia (tỉnh Barcelona)

#### Olèrdola(Olèrdola)
- Xem: Danh sách di sản văn hóa Tây Ban Nha được quan tâm ở hạt Alt Penedès (tỉnh Barcelona)

#### Olesa de Bonesvalls
- Xem: Danh sách di sản văn hóa Tây Ban Nha được quan tâm ở hạt Alt Penedès (tỉnh Barcelona)

#### Olesa de Montserrat
- Xem: Danh sách di sản văn hóa Tây Ban Nha được quan tâm ở hạt Baix Llobregat (tỉnh Barcelona)

#### Olivella
- Xem: Danh sách di sản văn hóa Tây Ban Nha được quan tâm ở hạt Garraf (tỉnh Barcelona)

#### Orís
- Xem: Danh sách di sản văn hóa Tây Ban Nha được quan tâm ở hạt Osona (tỉnh Barcelona)

#### Oristá(Oristà)
- Xem: Danh sách di sản văn hóa Tây Ban Nha được quan tâm ở hạt Osona (tỉnh Barcelona)

#### Orpí
- Xem: Danh sách di sản văn hóa Tây Ban Nha được quan tâm ở hạt Anoia (tỉnh Barcelona)

### P

#### Palafolls
- Xem: Danh sách di sản văn hóa Tây Ban Nha được quan tâm ở hạt Maresme (tỉnh Barcelona)

#### Palau-solità i Plegamans
- Xem: Danh sách di sản văn hóa Tây Ban Nha được quan tâm ở hạt Vallès Occidental (tỉnh Barcelona)

#### Pallejá(Pallejà)
- Xem: Danh sách di sản văn hóa Tây Ban Nha được quan tâm ở hạt Baix Llobregat (tỉnh Barcelona)

#### Parets(Parets del Vallès)
- Xem: Danh sách di sản văn hóa Tây Ban Nha được quan tâm ở hạt Vallès Oriental (tỉnh Barcelona)

#### Perafita
- Xem: Danh sách di sản văn hóa Tây Ban Nha được quan tâm ở hạt Osona (tỉnh Barcelona)

#### Piera
- Xem: Danh sách di sản văn hóa Tây Ban Nha được quan tâm ở hạt Anoia (tỉnh Barcelona)

#### Pineda de Mar
- Xem: Danh sách di sản văn hóa Tây Ban Nha được quan tâm ở hạt Maresme (tỉnh Barcelona)

#### Pontons
- Xem: Danh sách di sản văn hóa Tây Ban Nha được quan tâm ở hạt Alt Penedès (tỉnh Barcelona)

#### Prats de Llusanés(Prats de Lluçanès)
- Xem: Danh sách di sản văn hóa Tây Ban Nha được quan tâm ở hạt Osona (tỉnh Barcelona)

#### Prats del Rey(Els Prats de Rei)
- Xem: Danh sách di sản văn hóa Tây Ban Nha được quan tâm ở hạt Anoia (tỉnh Barcelona)

#### Premiá de Dalt(Premià de Dalt)
- Xem: Danh sách di sản văn hóa Tây Ban Nha được quan tâm ở hạt Maresme (tỉnh Barcelona)

#### Puigreig(Puig-reig)
- Xem: Danh sách di sản văn hóa Tây Ban Nha được quan tâm ở hạt Berguedà (tỉnh Barcelona)

#### Pujalt(Els Prats de Rei)
- Xem: Danh sách di sản văn hóa Tây Ban Nha được quan tâm ở hạt Anoia (tỉnh Barcelona)

### R

#### Rajadell
- Xem: Danh sách di sản văn hóa Tây Ban Nha được quan tâm ở hạt Bages (tỉnh Barcelona)

#### El Pont de Vilomara i Rocafort(El Pont de Vilomara i Rocafort)
- Xem: Danh sách di sản văn hóa Tây Ban Nha được quan tâm ở hạt Bages (tỉnh Barcelona)

#### Rubí (Barcelona)
- Xem: Danh sách di sản văn hóa Tây Ban Nha được quan tâm ở hạt Vallès Occidental (tỉnh Barcelona)

#### Rubió
- Xem: Danh sách di sản văn hóa Tây Ban Nha được quan tâm ở hạt Anoia (tỉnh Barcelona)

### S

#### Sabadell
- Xem: Danh sách di sản văn hóa Tây Ban Nha được quan tâm ở hạt Vallès Occidental (tỉnh Barcelona)

#### Salavinera(Sant Pere Sallavinera)
- Xem: Danh sách di sản văn hóa Tây Ban Nha được quan tâm ở hạt Anoia (tỉnh Barcelona)

#### Saldes
- Xem: Danh sách di sản văn hóa Tây Ban Nha được quan tâm ở hạt Berguedà (tỉnh Barcelona)

#### Sallent(Sallent)
- Xem: Danh sách di sản văn hóa Tây Ban Nha được quan tâm ở hạt Bages (tỉnh Barcelona)

#### Santpedor(Santpedor)
- Xem: Danh sách di sản văn hóa Tây Ban Nha được quan tâm ở hạt Bages (tỉnh Barcelona)

#### San Agustín de Llusanés(Sant Agustí de Lluçanès)
- Xem: Danh sách di sản văn hóa Tây Ban Nha được quan tâm ở hạt Osona (tỉnh Barcelona)

#### San Baudilio de Llobregat(Sant Boi de Llobregat)
- Xem: Danh sách di sản văn hóa Tây Ban Nha được quan tâm ở hạt Baix Llobregat (tỉnh Barcelona)

#### San Baudilio de Llusanés(Sant Boi de Lluçanès)
- Xem: Danh sách di sản văn hóa Tây Ban Nha được quan tâm ở hạt Osona (tỉnh Barcelona)

#### San Celoni(Sant Celoni)
- Xem: Danh sách di sản văn hóa Tây Ban Nha được quan tâm ở hạt Vallès Oriental (tỉnh Barcelona)

#### San Cugat del Vallés(Sant Cugat del Vallès)
- Xem: Danh sách di sản văn hóa Tây Ban Nha được quan tâm ở hạt Vallès Occidental (tỉnh Barcelona)

#### San Esteban de Palautordera(Sant Esteve de Palautordera)
- Xem: Danh sách di sản văn hóa Tây Ban Nha được quan tâm ở hạt Vallès Oriental (tỉnh Barcelona)

#### San Felíu de Codinas(Sant Feliu de Codines)
- Xem: Danh sách di sản văn hóa Tây Ban Nha được quan tâm ở hạt Vallès Oriental (tỉnh Barcelona)

#### Sant Feliu Sasserra(Sant Feliu Sasserra)
- Xem: Danh sách di sản văn hóa Tây Ban Nha được quan tâm ở hạt Bages (tỉnh Barcelona)

#### Sant Fruitós de Bages(Sant Fruitós de Bages)
- Xem: Danh sách di sản văn hóa Tây Ban Nha được quan tâm ở hạt Bages (tỉnh Barcelona)

#### San Jaime de Frontanya(Sant Jaume de Frontanyà)
- Xem: Danh sách di sản văn hóa Tây Ban Nha được quan tâm ở hạt Berguedà (tỉnh Barcelona)

#### Sant Joan de Vilatorrada(Sant Joan de Vilatorrada)
- Xem: Danh sách di sản văn hóa Tây Ban Nha được quan tâm ở hạt Bages (tỉnh Barcelona)

#### San Juan Despí(Sant Joan Despí)
- Xem: Danh sách di sản văn hóa Tây Ban Nha được quan tâm ở hạt Baix Llobregat (tỉnh Barcelona)

#### San Julián de Vilatorta(Sant Julià de Vilatorta)
- Xem: Danh sách di sản văn hóa Tây Ban Nha được quan tâm ở hạt Osona (tỉnh Barcelona)

#### San Lorenzo Savall(Sant Llorenç Savall)
- Xem: Danh sách di sản văn hóa Tây Ban Nha được quan tâm ở hạt Vallès Occidental (tỉnh Barcelona)

#### San Martín de Centellas(Sant Martí de Centelles)
- Xem: Danh sách di sản văn hóa Tây Ban Nha được quan tâm ở hạt Osona (tỉnh Barcelona)

#### San Martín de Tous(Sant Martí de Tous)
- Xem: Danh sách di sản văn hóa Tây Ban Nha được quan tâm ở hạt Anoia (tỉnh Barcelona)

#### San Martín del Bas(Sant Martí d'Albars)
- Xem: Danh sách di sản văn hóa Tây Ban Nha được quan tâm ở hạt Osona (tỉnh Barcelona)

#### Sant Martí Sarroca(Sant Martí Sarroca)
- Xem: Danh sách di sản văn hóa Tây Ban Nha được quan tâm ở hạt Alt Penedès (tỉnh Barcelona)

#### San Martín Sasgayolas(Sant Martí Sesgueioles)
- Xem: Danh sách di sản văn hóa Tây Ban Nha được quan tâm ở hạt Anoia (tỉnh Barcelona)

#### Sant Mateu de Bages(Sant Mateu de Bages)
- Xem: Danh sách di sản văn hóa Tây Ban Nha được quan tâm ở hạt Bages (tỉnh Barcelona)

#### San Pedro de Ribas(Sant Pere de Ribes)
- Xem: Danh sách di sản văn hóa Tây Ban Nha được quan tâm ở hạt Garraf (tỉnh Barcelona)

#### San Pedro de Torelló(Sant Pere de Torelló)
- Xem: Danh sách di sản văn hóa Tây Ban Nha được quan tâm ở hạt Osona (tỉnh Barcelona)

#### Sant Pere de Riudebitlles(Sant Pere de Riudebitlles)
- Xem: Danh sách di sản văn hóa Tây Ban Nha được quan tâm ở hạt Alt Penedès (tỉnh Barcelona)

#### San Pedro de Vilamajor(Sant Pere de Vilamajor)
- Xem: Danh sách di sản văn hóa Tây Ban Nha được quan tâm ở hạt Vallès Oriental (tỉnh Barcelona)

#### Sant Pol de Mar(Sant Pol de Mar)
- Xem: Danh sách di sản văn hóa Tây Ban Nha được quan tâm ở hạt Maresme (tỉnh Barcelona)

#### Sant Quintí de Mediona(Sant Quintí de Mediona)
- Xem: Danh sách di sản văn hóa Tây Ban Nha được quan tâm ở hạt Alt Penedès (tỉnh Barcelona)

#### San Quirico Safaja(Sant Quirze Safaja)
- Xem: Danh sách di sản văn hóa Tây Ban Nha được quan tâm ở hạt Vallès Oriental (tỉnh Barcelona)

#### Sant Sadurní d'Anoia(Sant Sadurní d'Anoia)
- Xem: Danh sách di sản văn hóa Tây Ban Nha được quan tâm ở hạt Alt Penedès (tỉnh Barcelona)

#### San Saturnino de Osormot(Sant Sadurní d'Osormort)
- Xem: Danh sách di sản văn hóa Tây Ban Nha được quan tâm ở hạt Osona (tỉnh Barcelona)

#### Sant Vicenç de Castellet(Sant Vicenç de Castellet)
- Xem: Danh sách di sản văn hóa Tây Ban Nha được quan tâm ở hạt Bages (tỉnh Barcelona)

#### San Vicente de Torelló(Sant Vicenç de Torelló)
- Xem: Danh sách di sản văn hóa Tây Ban Nha được quan tâm ở hạt Osona (tỉnh Barcelona)

#### San Vicente dels Horts(Sant Vicenç dels Horts)
- Xem: Danh sách di sản văn hóa Tây Ban Nha được quan tâm ở hạt Baix Llobregat (tỉnh Barcelona)

#### Santa Coloma de Cervelló
- Xem: Danh sách di sản văn hóa Tây Ban Nha được quan tâm ở hạt Baix Llobregat (tỉnh Barcelona)

#### Santa Coloma de Gramanet(Santa Coloma de Gramenet)
- Xem: Danh sách di sản văn hóa Tây Ban Nha được quan tâm ở hạt Barcelonès (tỉnh Barcelona)

#### Santa Eugenia de Berga(Santa Eugènia de Berga)
- Xem: Danh sách di sản văn hóa Tây Ban Nha được quan tâm ở hạt Osona (tỉnh Barcelona)

#### Santa Eulalia de Riuprimer(Santa Eulàlia de Riuprimer)
- Xem: Danh sách di sản văn hóa Tây Ban Nha được quan tâm ở hạt Osona (tỉnh Barcelona)

#### Santa Margarida de Montbui(Santa Margarida de Montbui)
- Xem: Danh sách di sản văn hóa Tây Ban Nha được quan tâm ở hạt Anoia (tỉnh Barcelona)

#### Santa Margarida i els Monjos(Santa Margarida i els Monjos)
- Xem: Danh sách di sản văn hóa Tây Ban Nha được quan tâm ở hạt Alt Penedès (tỉnh Barcelona)

#### Santa María de Besora(Santa Maria de Besora)
- Xem: Danh sách di sản văn hóa Tây Ban Nha được quan tâm ở hạt Osona (tỉnh Barcelona)

#### Santa Maria de Corcó(Santa Maria de Corcó)
- Xem: Danh sách di sản văn hóa Tây Ban Nha được quan tâm ở hạt Osona (tỉnh Barcelona)

#### Santa María de Marlés(Santa Maria de Merlès)
- Xem: Danh sách di sản văn hóa Tây Ban Nha được quan tâm ở hạt Berguedà (tỉnh Barcelona)

#### Santa María de Martorellas de Arriba(Santa Maria de Martorelles)
- Xem: Danh sách di sản văn hóa Tây Ban Nha được quan tâm ở hạt Vallès Oriental (tỉnh Barcelona)

#### Santa María de Miralles(Santa Maria de Miralles)
- Xem: Danh sách di sản văn hóa Tây Ban Nha được quan tâm ở hạt Anoia (tỉnh Barcelona)

#### Santa Maria d'Oló(Santa Maria d’Oló)
- Xem: Danh sách di sản văn hóa Tây Ban Nha được quan tâm ở hạt Bages (tỉnh Barcelona)

#### Santa Maria de Palautordera(Santa Maria de Palautordera)
- Xem: Danh sách di sản văn hóa Tây Ban Nha được quan tâm ở hạt Vallès Oriental (tỉnh Barcelona)

#### Santa Perpetua de Moguda(Santa Perpètua de Mogoda)
- Xem: Danh sách di sản văn hóa Tây Ban Nha được quan tâm ở hạt Vallès Occidental (tỉnh Barcelona)

#### Santa Susana (Barcelona)(Santa Susanna)
- Xem: Danh sách di sản văn hóa Tây Ban Nha được quan tâm ở hạt Maresme (tỉnh Barcelona)

#### Sardañola del Vallés(Cerdanyola del Vallès)
- Xem: Danh sách di sản văn hóa Tây Ban Nha được quan tâm ở hạt Vallès Occidental (tỉnh Barcelona)

#### Senmanat(Sentmenat)
- Xem: Danh sách di sản văn hóa Tây Ban Nha được quan tâm ở hạt Vallès Occidental (tỉnh Barcelona)

#### Serchs(Cercs)
- Xem: Danh sách di sản văn hóa Tây Ban Nha được quan tâm ở hạt Berguedà (tỉnh Barcelona)

#### Seva (España)
- Xem: Danh sách di sản văn hóa Tây Ban Nha được quan tâm ở hạt Osona (tỉnh Barcelona)

#### Sitges
- Xem: Danh sách di sản văn hóa Tây Ban Nha được quan tâm ở hạt Garraf (tỉnh Barcelona)

#### Sora (Barcelona)
- Xem: Danh sách di sản văn hóa Tây Ban Nha được quan tâm ở hạt Osona (tỉnh Barcelona)

#### Subirats
- Xem: Danh sách di sản văn hóa Tây Ban Nha được quan tâm ở hạt Alt Penedès (tỉnh Barcelona)

#### Súria(Súria)
- Xem: Danh sách di sản văn hóa Tây Ban Nha được quan tâm ở hạt Bages (tỉnh Barcelona)

### T

#### Tabérnolas(Tavèrnoles)
- Xem: Danh sách di sản văn hóa Tây Ban Nha được quan tâm ở hạt Osona (tỉnh Barcelona)

#### Tagamanent
- Xem: Danh sách di sản văn hóa Tây Ban Nha được quan tâm ở hạt Vallès Oriental (tỉnh Barcelona)

#### Talamanca (Barcelona)
- Xem: Danh sách di sản văn hóa Tây Ban Nha được quan tâm ở hạt Bages (tỉnh Barcelona)

#### Taradell
- Xem: Danh sách di sản văn hóa Tây Ban Nha được quan tâm ở hạt Osona (tỉnh Barcelona)

#### Tarrasa(Terrassa)
- Xem: Danh sách di sản văn hóa Tây Ban Nha được quan tâm ở hạt Vallès Occidental (tỉnh Barcelona)

#### Tavertet
- Xem: Danh sách di sản văn hóa Tây Ban Nha được quan tâm ở hạt Osona (tỉnh Barcelona)

#### Tiana
- Xem: Danh sách di sản văn hóa Tây Ban Nha được quan tâm ở hạt Maresme (tỉnh Barcelona)

#### Tona (España)
- Xem: Danh sách di sản văn hóa Tây Ban Nha được quan tâm ở hạt Osona (tỉnh Barcelona)

#### Tordera
- Xem: Danh sách di sản văn hóa Tây Ban Nha được quan tâm ở hạt Maresme (tỉnh Barcelona)

#### Torelló
- Xem: Danh sách di sản văn hóa Tây Ban Nha được quan tâm ở hạt Osona (tỉnh Barcelona)

#### Torre de Claramunt(La Torre de Claramunt)
- Xem: Danh sách di sản văn hóa Tây Ban Nha được quan tâm ở hạt Anoia (tỉnh Barcelona)

#### Torrelavit
- Xem: Danh sách di sản văn hóa Tây Ban Nha được quan tâm ở hạt Alt Penedès (tỉnh Barcelona)

#### Torrelles de Foix(Torrelles de Foix)
- Xem: Danh sách di sản văn hóa Tây Ban Nha được quan tâm ở hạt Alt Penedès (tỉnh Barcelona)

### V

#### Vacarisas(Vacarisses)
- Xem: Danh sách di sản văn hóa Tây Ban Nha được quan tâm ở hạt Vallès Occidental (tỉnh Barcelona)

#### Vallcebre
- Xem: Danh sách di sản văn hóa Tây Ban Nha được quan tâm ở hạt Berguedà (tỉnh Barcelona)

#### Vallirana
- Xem: Danh sách di sản văn hóa Tây Ban Nha được quan tâm ở hạt Baix Llobregat (tỉnh Barcelona)

#### Veciana
- Xem: Danh sách di sản văn hóa Tây Ban Nha được quan tâm ở hạt Anoia (tỉnh Barcelona)

#### Vich(Vic)
- Xem: Danh sách di sản văn hóa Tây Ban Nha được quan tâm ở hạt Osona (tỉnh Barcelona)

#### Vilada
- Xem: Danh sách di sản văn hóa Tây Ban Nha được quan tâm ở hạt Berguedà (tỉnh Barcelona)

#### Viladecans
- Xem: Danh sách di sản văn hóa Tây Ban Nha được quan tâm ở hạt Baix Llobregat (tỉnh Barcelona)

#### Viladecavalls(Viladecavalls)
- Xem: Danh sách di sản văn hóa Tây Ban Nha được quan tâm ở hạt Vallès Occidental (tỉnh Barcelona)

#### Vilanova de Sau
- Xem: Danh sách di sản văn hóa Tây Ban Nha được quan tâm ở hạt Osona (tỉnh Barcelona)

#### Vilasar de Dalt(Vilassar de Dalt)
- Xem: Danh sách di sản văn hóa Tây Ban Nha được quan tâm ở hạt Maresme (tỉnh Barcelona)

#### Vilasar de Mar(Vilassar de Mar)
- Xem: Danh sách di sản văn hóa Tây Ban Nha được quan tâm ở hạt Maresme (tỉnh Barcelona)

#### Vilafranca del Penedès(Vilafranca del Penedès)
- Xem: Danh sách di sản văn hóa Tây Ban Nha được quan tâm ở hạt Alt Penedès (tỉnh Barcelona)

#### Villanueva y Geltrú(Vilanova i la Geltrú)
- Xem: Danh sách di sản văn hóa Tây Ban Nha được quan tâm ở hạt Garraf (tỉnh Barcelona)

#### Viver i Serrateix(Viver i Serrateix)
- Xem: Danh sách di sản văn hóa Tây Ban Nha được quan tâm ở hạt Berguedà (tỉnh Barcelona)